# هنري جون كودي
هنري جون كودي هو سياسي كندي، ولد في 6 ديسمبر 1868 في كندا، وتوفي في 27 أبريل 1951. حزبياً، نشط في حزب أونتاريو المحافظ التقدمي. وقد انتخب عضو برلمان مقاطعة أونتاريو.